# Resedafalter

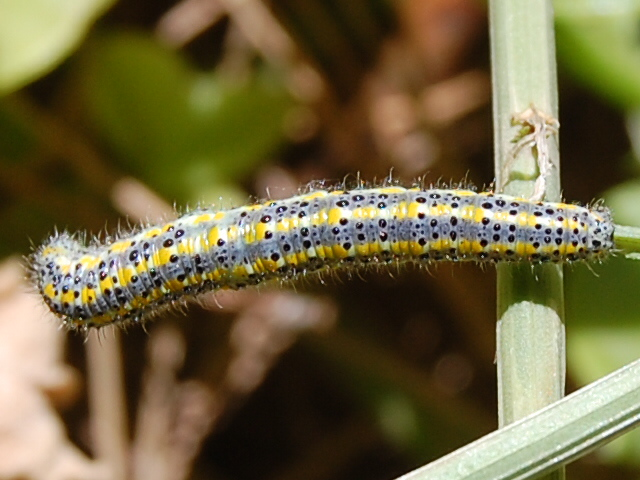
Raupe

Der Resedafalter (Pontia edusa), oder auch Reseda-Weißling, ist ein Schmetterling (Tagfalter) aus der Familie der Weißlinge (Pieridae).

## Merkmale
Der Resedafalter ist ein kleiner bis mittelgroßer Wanderfalter, der sich von den meisten anderen Weißlingen durch seine grüngrauen Flecken auf den Hinterflügelunterseiten unterscheidet. Eine ähnliche Musterung findet sich beim Aurorafalter, jedoch weitaus zerteilter, und beim Alpen-Weißling, wo sie aber der Aderung folgt. Er ist von Pontia daplidice habituell nicht zu unterscheiden. Untersuchungen der Geschlechtsteile sind die einzige Möglichkeit, diese beiden Arten auseinanderzuhalten. Man spricht auch vom Artkomplex Pontia edusa / P. daplidice.
Die Raupen des Resedaweißlings sind auffällig gefärbt: ihr grüner, schwarz gepunkteter Körper trägt breite, gelbe Streifen. Sie sind den Raupen des Großen Kohlweißlings recht ähnlich.

### Ähnliche Arten
- Pontia daplidice
- Alpen-Weißling (Pontia callidice)
- Euchloe ausonia
- Pontia chloridice

### Unterarten
- Pontia edusa edusa (Fabricius, 1777) (Finnland und NE-Mittel-SE-Europa, Italien, Türkei, Kaukasus, Ukraine, Russland)
- Pontia edusa persica (Bienert, 1869) (Iran, Afghanistan)
- Pontia edusa nubicola (Fruhstorfer, 1908) (Turkestan)
- Pontia edusa amphimara (Fruhstorfer, 1908) (China (Szetschwan), Yunnan)
- Pontia edusa praeclara Fruhstorfer, 1910 (SW-China)
- Pontia edusa moorei (Röber, 1907) (Kashmir, Baluchistan, Tibet, Yunnan, SE-China)
- Pontia edusa avidia (Fruhstorfer, 1908) (S-China, ? Korea)
- Pontia edusa davendra Hemming, 1934 (Sibirien (Ussuri))[2]

## Verbreitung
Der Resedafalter wird in Mitteleuropa, Italien und Südosteuropa bis hin in den asiatischen Raum gefunden, wohingegen Pontia daplidice im Südwesteuropa, Nordafrika und nur sehr vereinzelt bis in den mitteleuropäischen Raum angetroffen wird und keine ausgeprägte Neigung zur Wanderung aufweist.